# 命知らずの男
『命知らずの男』（いのちしらずのおとこ、Kansas Raiders）は1950年のアメリカ合衆国の西部劇映画。出演はオーディ・マーフィ、ブライアン・ドンレヴィ、マルグリット・チャップマン、スコット・ブレイディなど。

## ストーリー
南北戦争末期の1863年、ジェシー・ジェームズは、キット・ダルトンらとともにカントリル率いる南軍ゲリラ「カンサス襲撃隊」の方へ向かっていた。カントリルのスパイと疑った住民たちから逃れた一行はカントリルの娘ケイトと出会う。その流れでカントリル本人にも出迎えられる。ゲリラの副隊長ビル・アンダーソンはジェシーを嫌っていたものの、彼の想いに反してジェシーは副隊長に据えられた。その後、ジェシーたちはビルのやり方に疑念を抱いた。また、ジェシーを気に入ったケイトは部隊の在り方に疑念を抱き、一緒に逃げるようせがむ。だが、ジェシーはカントリルに窮地を救われたことから、彼に信頼を寄せる。
そして、ゲリラ隊は目的地であるカンサス州ローレンスに到着した。その際、ビルが捕虜になった騎兵隊長を殺そうとしたため、ジェシーがビルを射殺した。それから間もなく南北戦争は終わり、ゲリラ隊はバラバラになる。北軍に本拠地を襲われた際、カントリルは失明する。ジェシーはカントリル親子を連れて逃走するが、隠れ家を騎兵隊に包囲される。その時の隊長はかつてジェシーを私刑から救った人物だった。カントリルは家の中にこもるジェシーを外に出した後、騎兵隊の前に現れ、集中砲火を受ける。
ケイトはジェシーに別れを告げ、その場を去る様子を見送る。

## キャスト
※括弧内は日本語吹替（テレビ版）
- ジェシー・ジェームズ：オーディ・マーフィ（納谷六朗）
- カントリル：ブライアン・ドンレヴィ（吉沢久嘉）
- ケイト：マルグリット・チャップマン
- ビル・アンダーソン：スコット・ブレイディ
- キット・ダルトン：トニー・カーティス
- フランク・ジェームズ：リチャード・ロング
- コール・ヤンガー：ジェームズ・ベスト
- ジェームズ・ヤンガー：デューイ・マーティン
- 中尉：リチャード・イーガン

## スタッフ
- 監督：レイ・エンライト
- 製作：テッド・リッチモンド
- 脚本：ロバート・L・リチャーズ
- 撮影：アーヴィング・グラスバーグ
- 編集：ミルトン・カルース
- 音楽監督：ジョセフ・ガーシェンソン